# Артур Герман Гольмґрен
Артур Герман Гольмґрен (англ. Arthur Herman Holmgren; 18 листопада 1912, Мідвейл — 24 грудня 1992 року, Логан) — американський ботанік. Його офіційна абревіатура як ботаніка — «A.H.Holmgren».
Гольмґрен отримав ступінь бакалавра в Університеті Юти в 1936 році та ступінь магістра в Сільськогосподарському коледжі штату Юта в 1942 році. Він працював на різних сільськогосподарських дослідних станціях, а з 1943 року був професором ботаніки та директором Intermountain Herbarium в Університеті штату Юта. Вийшов на пенсію в 1978 році.
Гольмґрен був одружений з 1934 року та мав двох синів і двох дочок. Він грав на скрипці в університетському оркестрі та був захопленим садівником-любителем.

## Твори
- Mountain plants of Northeastern Utah, Utah State University 1996
- Handbook of the vascular plants of the Northern Wasatch, Utah State Agricultural college, 4. Auflage, 1972
- у співавторстві з Arthur Cronquist,  Noel H. Holmgren, James L. Reveal: Intermountain flora: vascular plants of the Intermountain West, U.S.A.: Geological and botanical history of the region, its plant geography and a glossary. The vascular cryptograms and the gymnosperms, Hafner Pub. Co., 1972.
- у співавторстві з Berniece A. Andersen: A beginner's guide to mountain flowers, 1970
- Identification key to common western grasses, 1965
- The vascular plants of the Dinosaur National Monument, Utah State Univ, 1962
- Portulacaceae of Nevada, Plant Industry Station, 1955
- у співавторстві з Laurence Alexander Stoddart, C. Wayne Cook: Important poisonous plants of Utah, Agricultural Experiment Station, Utah State Agricultural College, 1949
- у співавторстві з Bassett Maguire: Noxious weeds of Utah farm lands, 1949
- Handbook of the vascular plants of northeastern Nevada. Utah State Agricultural College & Experiment Station, 1942

## Вебпосилання
- Некролог, Deseret News
- Бібліографія на сайті IPNI Артур Герман Гольмґрен(англ.): інформація на сайті IPNI.